# André Previn

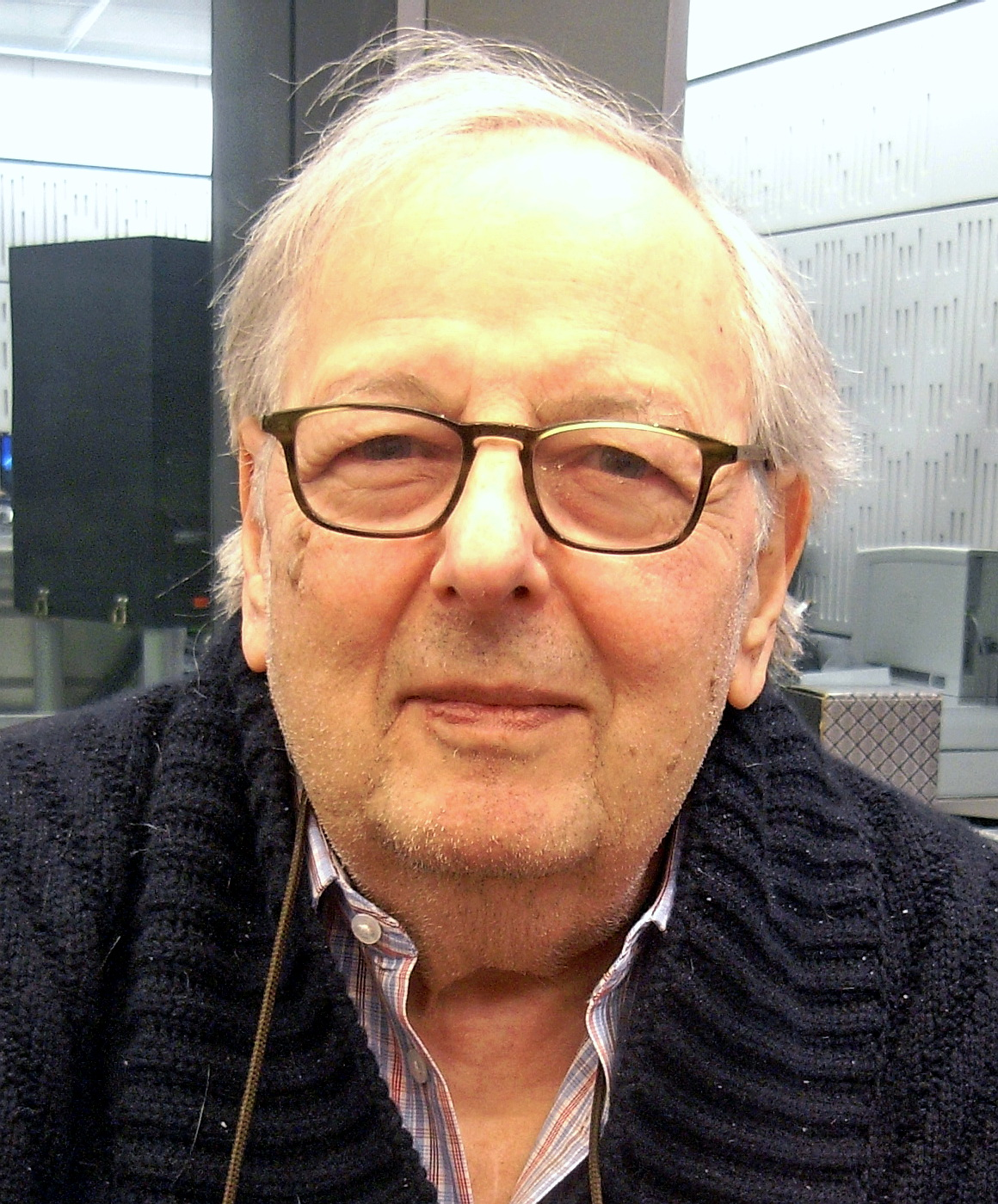
André Previn (2012)

André George Previn (* 6. April 1929 als Andreas Ludwig Priwin in Berlin; † 28. Februar 2019 in New York) war ein deutsch-amerikanischer Pianist, Komponist und Dirigent. Sein Werk umspannt Jazz, klassische Musik und Filmmusik, an mehreren berühmten Opernhäusern war er Chefdirigent oder Musikdirektor. Im Laufe seiner Karriere wurde er unter anderem mit elf Grammy Awards und vier Oscars ausgezeichnet.

## Leben

### Herkunft
André Previn wurde als drittes Kind des Rechtsanwalts Jakob Priwin (im späteren amerikanischen Exil nannte er sich Jack) und dessen Frau Charlotte, geb. Epstein, in Berlin geboren. Über das Geburtsjahr gibt es widersprüchliche Angaben (1929 oder 1930), auch von Previn selbst. Die Familie Priwin musste bei ihrer Flucht 1938 vor den Nationalsozialisten alles zurücklassen, so auch Unterlagen wie Geburtsurkunden. Mehr Indizien deuten allerdings auf 1929 als Geburtsjahr hin. Previns Vater hatte zwar bereits ein Visum für die Vereinigten Staaten beantragt, wurde aber während der monatelangen Wartezeit darauf von einem Gestapo-Offizier gewarnt, dass eine Verhaftung bevorstehen würde, worauf die Familie überstürzt nach Frankreich floh. Previn hatte zwei ältere Geschwister: Steve Previn (geboren als Stefan Priwin, 1925–1993), der später vor allem im Bereich Produktion für Film und Fernsehen arbeitete, und die Schwester Leonora (1927–1959).
Obwohl Previn als Kind Deutschland verlassen musste, blieb er nach Aussagen seiner letzten Ehefrau Anne-Sophie Mutter seiner Heimat bis ins Alter verbunden: „Er hat deutsche Literatur, deutsche Malerei wirklich geliebt. Er hat natürlich perfekt Deutsch gesprochen. Kannte Autoren, die man als Nicht-Deutsche nicht wirklich kennt, so wie Heinrich Böll.“
Die heutige Schreibweise des Familiennamens übernahm man im Exil von amerikanischen Verwandten, zu denen Charles Previn gehörte, ein Cousin zweiten Grades von Previns Vater, der unter anderem von 1936 bis 1944 Musikdirektor bei Universal in Hollywood war. André Previn war seit 1943 US-amerikanischer Staatsbürger.

### Ausbildung
Den ersten Musikunterricht erhielt André Previn von seinem Vater, einem Amateurmusiker. Von 1936 bis 1938 studierte Previn am Stern’schen Konservatorium (zu Previns Studienzeit von den Nationalsozialisten in Konservatorium der Reichshauptstadt Berlin umbenannt) unter anderem Klavier bei Rudolf Breithaupt.
Im Herbst 1938 floh die jüdische Familie Priwin vor der nationalsozialistischen Verfolgung nach Paris. Dort war Previn für ein Jahr als Student am Pariser Konservatorium eingeschrieben, wo er unter anderem Improvisation bei Marcel Dupré studierte (wahrscheinlich als Gasthörer („auditeur“) in Duprés Orgelklasse). 1939 emigrierte die Familie in die Vereinigten Staaten und ließ sich in Los Angeles nieder. Zu Previns Lehrern in Los Angeles und San Francisco zählten Max Rabinowitsch, Joseph Achron, Ernst Toch, Mario Castelnuovo-Tedesco und Pierre Monteux, zu seinen weiteren Förderern Interpreten wie Jascha Heifetz (ein Freund der Familie) oder Joseph Szigeti, der Previn im Kammermusizieren schulte.
In nicht geringem Maße war Previn jedoch Autodidakt, insbesondere als Komponist, Orchestrator, Dirigent und Jazzpianist. Als Schule verwies er in diesem Zusammenhang vor allem auf die Produktionsabläufe in Hollywood, wo er ab 1946 unter Vertrag stand. Diese ermöglichten ihm nicht nur den ständigen Austausch mit Kollegen wie Miklós Rózsa, Hugo Friedhofer oder Conrad Salinger, sondern auch ein stetes Lernen durch Handeln. Besonderes Renommee genoss er als Pianist und als vorzüglicher Vom-Blatt-Spieler, was seiner Laufbahn als Dirigent ab den sechziger Jahren entgegenkam. Previn komponierte zeitlebens mit Notenpapier und Stift am Schreibtisch, ohne Zuhilfenahme von Klavier oder Notensatzprogrammen, um sich eine eigene Vorstellung vom Klang des Komponierten verschaffen zu können.

### Werdegang

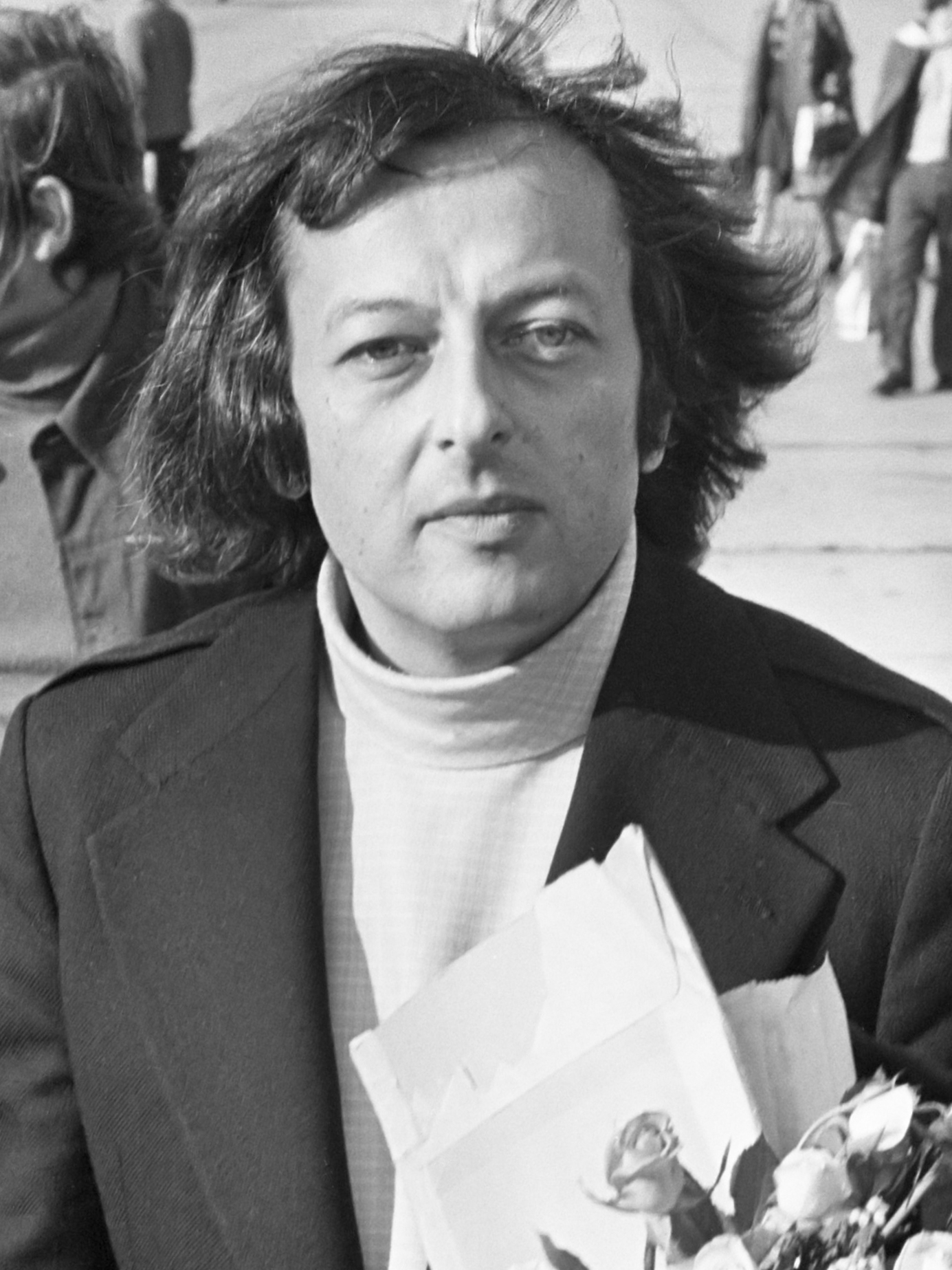
André Previn (1973)

Art Tatums Sweet Lorraine brachte Previn dazu, sich mit dem Jazz zu beschäftigen.
Mit dreizehn Jahren begann Previn seine Karriere mit Radioaufnahmen, u. a. mit Hoagy Carmichael. Mit fünfzehn gab er ein Jazz-Konzert im Konzertsaal des Los Angeles Philharmonic Orchestra. Sein damaliger Impresario Laguna gründete dann eine Schallplattenfirma, für die Previn 1945/46 seine ersten Aufnahmen machte, unter anderem mit Jazzmusikern wie Willie Smith und Red Callender. Aufgenommen wurden auch Previns eigene Kompositionen wie Sunset in Blue. Er zählte zu den erstklassigen Jazzmusikern der Vereinigten Staaten und spielte mit Ray Brown, Dizzy Gillespie sowie Billie Holiday. Für das Trioalbum My Fair Lady mit Shelly Manne und Leroy Vinnegar erhielt er 1956 die erste Goldene Schallplatte der Jazzgeschichte.
Nach einer kleinen Filmrolle als Musikstudent in dem Filmmusical Ich hab dich immer geliebt (I’ve Always Loved You) (1946) betägte sich Previn auch als Filmkomponist, beispielsweise für die Musik zu Three Little Words (1950), die auch von ihm dirigiert wurde. Die Musik zum Film Mädchen ohne Mitgift (The Catered Affair) (1956) stammt ebenso von ihm wie die Musik für die Filmkomödie Gigi (1958), für die er einen seiner vier Oscars für Filmmusik erhielt. Auch die Musik für die Filmkomödie Eins, Zwei, Drei (1961) ist von Previn.
Er dirigierte auch Kinofilmmusik, etwa Akt der Gewalt (1948), Ein verwöhntes Biest (1953), Küß mich, Kätchen! (1953), Seidenstrümpfe (1957), Porgy und Bess (1959), My Fair Lady (1964), Jesus Christ Superstar (1973), Rollerball (1975), Der Elefantenmensch (1980).

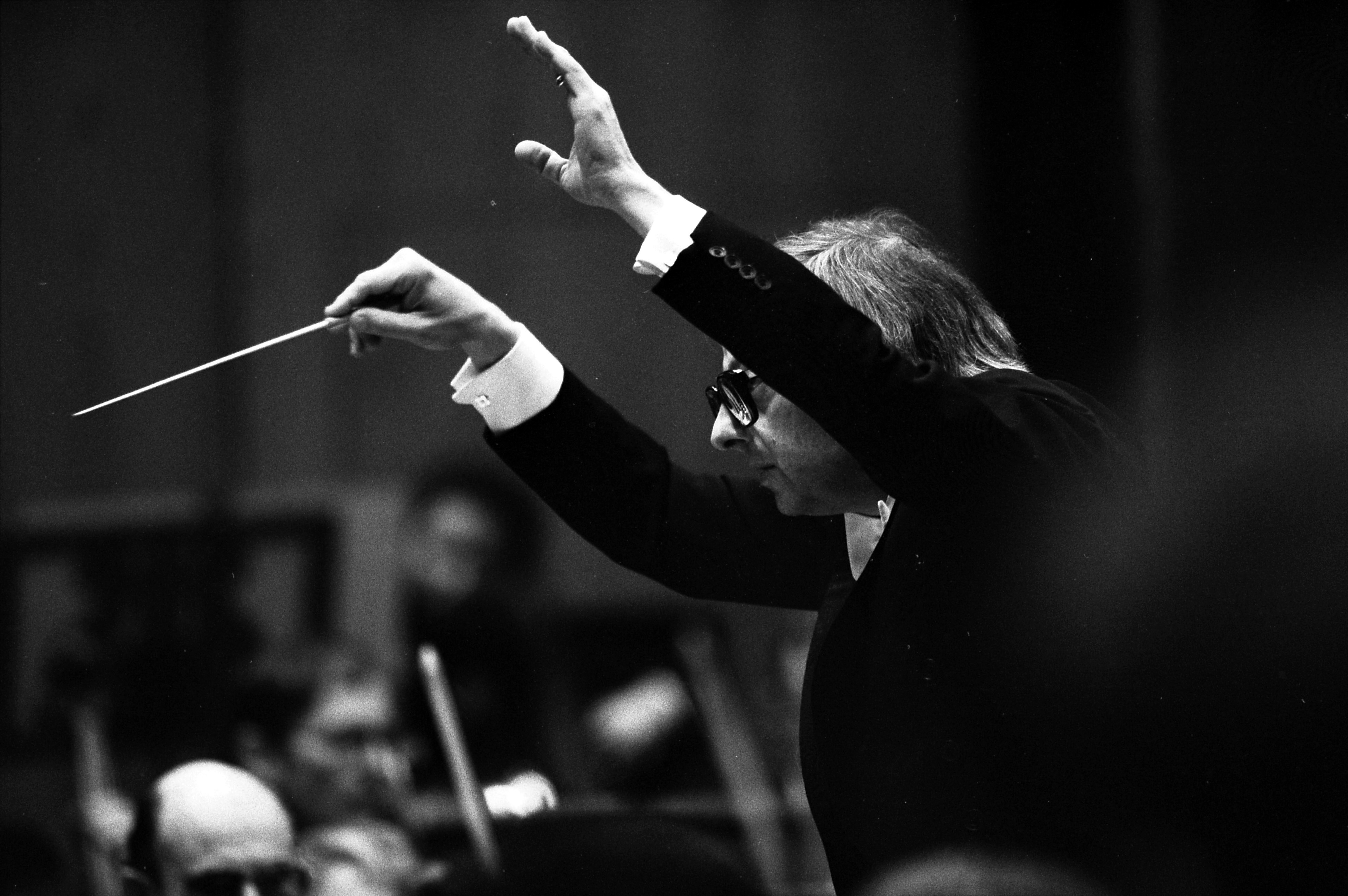
Previn mit dem Los Angeles Philharmonic Orchestra (1985)

Previn war vor allem als Dirigent symphonischer Orchester berühmt. Seine Orchesterleiter-Posten waren:
- Houston Symphony Orchestra (1967–1969)
- London Symphony Orchestra (Music Director: 1969–1979; Conductor Laureate: seit 1993)
- Pittsburgh Symphony Orchestra (1976–1984)
- Los Angeles Philharmonic Orchestra (1985–1989)
- Royal Philharmonic Orchestra (Music Director: 1985–1988; Principal Conductor: 1988–1991)
- Oslo Filharmoniske Orkester (Sjefdirigent: 2002–2006)

Mit einem vielfältigen kompositorischen Schaffen ergänzte Previn sein Wirken für die klassische Musik. Uraufführung seiner Oper Endstation Sehnsucht (A Streetcar Named Desire) war am 19. September 1998 im War Memorial Opera House von San Francisco. Sein Violinkonzert (2002) schrieb er für Anne-Sophie Mutter.
Previn wurde 1996 von Königin Elisabeth II. mit dem Orden Knight Commander of the British Empire (KBE) ausgezeichnet; im Jahr 2005 erhielt er den Glenn-Gould-Preis. Ende März 2011 erhielt er aus der Hand des deutschen Generalkonsuls in New York das Große Verdienstkreuz mit Stern der Bundesrepublik Deutschland. 2012 wurde er in die American Academy of Arts and Sciences gewählt.

### Ehen und Kinder
Previn war fünf Mal verheiratet und war Vater bzw. Adoptivvater von insgesamt neun Kindern.
Seine erste Ehe mit der Jazzsängerin Betty Bennett, die er während seiner Militärzeit in San Francisco kennengelernt hatte, dauerte von 1952 bis 1957. Previn war 1952 dorthin versetzt worden. Das war eine nicht nur in privater Hinsicht glückliche Fügung. Schon während seines Wehrdienstes konnte Previn dort einige Zeit bei Pierre Monteux, seit 1935 Leiter des San-Francisco-Symphony-Orchestra, Dirigierunterricht nehmen. Zeitgleich führten ihn seine Frau und Chet Baker, ein Kamerad vom Militärdienst, in die lokale Szene des West-Coast-Jazz ein. Beide Erfahrungen sollten Previns weiteren künstlerischen Weg maßgeblich prägen. Aus der Ehe mit Bennett gingen zwei Töchter hervor. Bennett und Previn arbeiteten zu dieser Zeit auch an mehreren Jazzprojekten auf der Bühne und im Tonstudio zusammen, unter anderem dokumentiert durch die Alben Betty Bennett (1953) und Nobody Else but Me. Betty Bennett Sings the Arrangements of Shorty Rogers & André Previn (1955). In den 1990er Jahren formte Previn wiederholt auf Tourneen und Tonträgern Ensembles mit dem Jazzgitarristen Mundell Lowe, Bennetts späterem Ehemann und Stiefvater von Previns Töchtern.
Previns zweite Ehe mit Dory Langdon, die von 1959 bis 1970 bestand, blieb kinderlos. Dory und André Previn schrieben während der späten 1950er und 1960er Jahre zahlreiche gemeinsame Lieder für Filme und für Alben von Jazz- und Popkünstlern wie Doris Day. Ihre Lieder The Faraway Part of Town (aus dem Film Pepe) und A Second Chance (aus dem Film Two for the Seesaw) waren 1960 bzw. 1962 für einen Oscar in der Kategorie Best Original Song nominiert. Ihr größter gemeinsamer Erfolg war das Stück (Theme from) Valley of the Dolls (1967, aus dem gleichnamigen Film), das in der Fassung von Dionne Warwick und Burt Bacharach Platz 2 der maßgeblichen amerikanischen Hitparade, der Billboard Hot 100, erreichte. Die Ehe zerbrach 1968, als Previn mit Mia Farrow eine Beziehung einging. Da Dory den Nachnamen Previn beibehielt und zu Beginn der 1970er Jahre eine sehr erfolgreiche Phase als Singer-Songwriter erlebte, die vor allem auf autobiografischen, die Trennung verarbeitenden Liedern wie Beware of Young Girls gründete, blieb die Art der Trennung noch lange in den Schlagzeilen. Als Akt der Versöhnung wirkt das späte gemeinsame Orchesterlied The Magic Number (1997).
André Previn und Mia Farrow heirateten 1970. Die Ehe dauerte bis 1979. Beide arbeiteten gelegentlich künstlerisch zusammen, so etwa 1973 für eine Aufnahme von Sergei Prokofjews Peter und der Wolf op. 67 mit Farrow als Erzählerin. Gemeinsam haben sie drei leibliche Kinder und drei Adoptivkinder. Die von Previn und Farrow gemeinsam adoptierte Tochter Soon-Yi ist heute mit dem Regisseur Woody Allen verheiratet, der nach Farrows Scheidung von Previn zwischenzeitlich auch mit Mia Farrow liiert war.
Von 1982 bis 1999 war Previn mit Heather Hales verheiratet. Der gemeinsame Sohn Lukas (* 1984) ist als Gitarrist im Punk- und Rock-Bereich ebenfalls professioneller Musiker.
Von 2002 bis 2006 war Previn in fünfter Ehe mit der Geigerin Anne-Sophie Mutter verheiratet. Sie ist neben dem Boston Symphony Orchestra zur wichtigsten Interpretin und Auftraggeberin seiner späten Kunstmusik geworden. Sein 2002 von ihr uraufgeführtes Violinkonzert trägt ihren Namen. Es war Previns Verlobungsgeschenk an Anne-Sophie Mutter und eine Reminiszenz an seine frühe Jugend in Berlin mit dem Thema seines Lieblingskinderliedes Wenn ich ein Vöglein wär im letzten Satz. Allein sechs Kompositionen Previns bot sie zwischen 2001 und 2012 erstmals öffentlich dar. Beide haben auch mehrere Tonaufnahmen zusammen produziert, sowohl von Kompositionen Previns als auch mit Werken Dritter wie den Violinkonzerten von Leonard Bernstein, Erich Wolfgang Korngold, Peter Tschaikowsky und Jean Sibelius. Sie konzertierten regelmäßig gemeinsam. Die Scheidung erfolgte laut Presseberichten aufgrund des großen Altersunterschiedes von 34 Jahren und dem durch den vollen Terminkalender seiner Frau als damals gefragtester Geigensolistin der Welt geprägten Leben des Paares.

## Kompositionen

### Werkverzeichnis
Previn hat Filmmusik (einschließlich zahlreicher Lieder), Jazzstücke und Kunstmusik verfasst. Zu seinen frühesten Kompositionen, die wenigstens der Gattung nach überliefert sind, zählen einige Studienwerke aus den mittleren 1940er Jahren (Klarinettensonate, Streichquartett, Rhapsody für Violine und Orchester und einige Kunstlieder). Diese Stücke entstanden parallel zu seinen ersten Arbeiten in Hollywood (ab 1946) und seinen ersten Jazzaufnahmen (ab 1945). Für ein vollständiges Werkverzeichnis einschließlich Uraufführungsdaten, -orten und -interpreten sowie Namen und Quellen zu verlorenen Werken (insbesondere der frühen Kammer- und Orchestermusik), abgebrochenen Projekten (wie der Oper Silk oder der Filmmusik zu Goodbye, Mr. Chips), abgelehnten Stücken (wie der Filmmusik zu See No Evil) und zurückgezogenen Kompositionen (wie dem Cellokonzert Nr. 1) siehe Frédéric Döhl: André Previn. Musikalische Vielseitigkeit und ästhetische Erfahrung, Stuttgart 2012, S. 295–319.

### Opern
- A Streetcar Named Desire (1997, uraufgeführt in San Francisco 1998)
- Brief Encounter (2007, uraufgeführt in Houston 2009)

### Theater
- A Party with Betty Comden & Adolph Green (1958) – eine Revue auf Basis von Texten Previns zu Lyrics von Comden & Green
- Coco (uraufgeführt in New York 1969) – ein Musical mit Texten von Alan Jay Lerner
- The Good Companions (uraufgeführt in London 1974) – ein Musical nach einem Buch von Ronald Harwood mit Texten von Johnny Mercer
- Schauspielmusik für Every Good Boy Deserves Favour (uraufgeführt in London 1977) – ein Stück für Schauspieler und Orchester von Tom Stoppard

### Orchestermusik (Auswahl)
- Overture to a Comedy (uraufgeführt in Los Angeles 1963)
- Cellokonzert Nr. 1 (uraufgeführt in Houston 1968)
- Konzert für Gitarre, Jazztrio und Orchester (uraufgeführt in London 1971)
- Principals für Orchester (uraufgeführt in Pittsburgh 1980)
- Reflections für Englischhorn und Orchester (uraufgeführt in Saratoga Springs 1981)
- Klavierkonzert (uraufgeführt in London 1985)
- Diversions für Orchester (uraufgeführt in Salzburg 2000)
- Violinkonzert „Anne-Sophie“ (uraufgeführt in Boston 2002):
- Night Thoughts für Orchester (uraufgeführt in Sacramento 2006)
- Doppelkonzert für Violine, Kontrabass und Orchester (uraufgeführt in Boston 2007)
- Harfenkonzert (uraufgeführt in Pittsburgh 2007)
- Owls für Orchester (uraufgeführt in Boston 2008)
- Doppelkonzert für Violine, Viola und Orchester (uraufgeführt in New York 2009)
- Cellokonzert Nr. 2 (uraufgeführt in Leipzig 2011)
- Triplekonzert für Horn, Trompete und Tuba (uraufgeführt in Pittsburgh 2012)
- Music for Boston für Orchester (uraufgeführt in Tanglewood 2012)
- Konzert für Violine und Streicher (uraufgeführt in Trondheim 2012)
- Music for Wind Orchestra (No Strings Attached) (uraufgeführt in Rochester/NY 2014)
- Doppelkonzert für Violine, Violoncello und Orchester (uraufgeführt in Cincinnati 2014)
- Can Spring Be Far Behind? für Orchester (uraufgeführt in Greensboro/NC 2016)
- Almost an Overture für Orchester (uraufgeführt in Newport/RI 2017)[15]

### Kammermusik (Auswahl)
- Four Outings for Brass (uraufgeführt in London 1974)
- Two Little Serenades für Violine und Klavier (uraufgeführt in New York 1974)
- Peaches für Flöte und Klavier (ca. 1978)
- Triolet for Brass (ca. 1985)
- A Wedding Waltz für 2 Oboen und Klavier (ca. 1986)
- Cellosonate (uraufgeführt in Amsterdam 1993)
- Trio für Klavier, Oboe und Fagott (uraufgeführt in New York 1996)
- Violinsonate (Nr. 2) Vineyard (uraufgeführt in New York 1996)
- Fagottsonate (uraufgeführt in New York 1999)
- Tango Song and Dance für Violine und Klavier (uraufgeführt in Luzern 2001)
- Streichquartett (mit Sopran im dritten Satz) (uraufgeführt in New York 2003)
- Klaviertrio Nr. 1 (uraufgeführt in New York 2009)
- Klarinettensonate (uraufgeführt in Prag 2010)
- Octet for Eleven (uraufgeführt in Boston 2010)
- Klarinettenquintett (uraufgeführt in Boston 2011)
- Klaviertrio Nr. 2 (uraufgeführt in New York 2012)
- Violinsonate Nr. 3[16] (uraufgeführt in New York 2013)
- Nonet (uraufgeführt in Edinburgh 2015)
- Morning Rain and Warm Evening für Violine und Klavier (Uraufführung noch offen[17])

### Klaviermusik (Auswahl)
- Impressions for Piano (ca. 1964)
- Paraphrase on a Theme of William Walton (uraufgeführt in London 1973)
- Invisible Drummer. Five Preludes (uraufgeführt in Liverpool 1974)
- Five Pages from My Calendar (ca. 1978)
- Matthew’s Piano Book (ca. 1979)
- Variations on a Theme by Haydn (ca. 1990)

### Lieder und Liedzyklen
- Five Songs, Texte von Philip Larkin (uraufgeführt in London 1977)
- Honey and Rue for Soprano, Jazz Band and Orchestra, Texte von Toni Morrison (uraufgeführt in New York 1992)
- Sallie Chisum Remembers Billy the Kid, Texte von Michael Ondaatje (uraufgeführt in Tanglewood 1994)
- Four Songs, Texte von Toni Morrison (uraufgeführt in New York 1994)
- Vocalise (uraufgeführt in Tanglewood 1995)
- Three Dickinson Songs, Texte von Emily Dickinson (uraufgeführt in Quebec 1999)
- The Giraffes Go to Hamburg, Text von Karen Blixen (uraufgeführt in Newark 2000)
- Four Songs, Texte von Philip Larkin und William Carlos Williams (uraufgeführt in New York 2004)
- Sieben Lieder, Texte von Theodor Storm (US-Premiere in San Francisco 2006)

## Filmmusik (Auswahl)

### Eigenkompositionen
- 1949: The Sun Comes Up
- 1949: Zum Zerreißen gespannt (Tension)
- 1949: Sumpf des Verbrechens (Scene of the Crime)
- 1950: Blutiger Staub (The Outriders)
- 1950: Drohende Schatten (Shadow on the Wall)
- 1951: Grund zur Aufregung (Cause for Alarm!)
- 1953: Small Town Girl
- 1953: Eine Chance für Suzy (Give a Girl a Break)
- 1953: Ein verwöhntes Biest (The Girl Who Had Everything)
- 1955: Stadt in Angst (Bad Day at Black Rock)
- 1955: Vorwiegend heiter (It’s Always Fair Weather)
- 1956: Die erste Kugel trifft (The Fastest Gun Alive)
- 1956: Einladung zum Tanz (Invitation to the Dance) — Musik zur zweiten Szene, Ring Around the Rosy, von Previn
- 1957: Warum hab’ ich ja gesagt? (Designing Woman)
- 1960: Elmer Gantry
- 1960: Die Kellerratten (The Subterraneans)
- 1961: Alles in einer Nacht (All in a Night’s Work)
- 1961: Die vier apokalyptischen Reiter (The Four Horsemen of the Apocalypse)
- 1961: Eins, Zwei, Drei (One, Two, Three)
- 1962: Eines langen Tages Reise durch die Nacht (Long Day’s Journey into Night)
- 1962: Spiel zu zweit (Two for the Seesaw)
- 1964: Der schwarze Kreis (Dead Ringer)
- 1964: Küss mich, Dummkopf (Kiss Me, Stupid)
- 1965: Verdammte, süße Welt (Inside Daisy Clover)

### Adaptionen von Filmmusik/Liedern Dritter für den Film
- 1947: Ihre beiden Verehrer (It Happened in Brooklyn) – Pianosoli verschiedener Songs, erster Filmcredit
- 1949: Der geheime Garten (The Secret Garden) — basiert auf Musik von Bronisław Kaper
- 1950: Drei kleine Worte (Three Little Words) — basiert auf Liedern des Komponisten Harry Ruby
- 1958: Gigi — basiert auf Frederick Loewes Originalpartitur für den Film
- 1967: Modern Millie (Thoroughly Modern Millie) — basiert auf Liedern der Komponisten Harry Akst, Zez Confrey, Benny Davis, George Gershwin, Georg Friedrich Händel, James F. Hanley, Jimmy Van Heusen, Raymond Hubbell, M. K. Jerome, Sylvia Neufeld, Jay Thompson und Harry Warren, mit zusätzlichen Zwischenmusiken von Elmer Bernstein

### Adaptionen von Musicals oder Opern Dritter für den Film
- 1953: Küß mich, Kätchen! (Kiss Me Kate) — nach Cole Porters gleichnamigem Musical
- 1953: Kismet — nach Cole Porters gleichnamigem Robert Wrights/George Forrests Musical
- 1957: Seidenstrümpfe (Silk Stockings) — nach Cole Porters gleichnamigem Musical
- 1959: Porgy und Bess (Porgy and Bess) — nach George Gershwins gleichnamiger Oper
- 1960: Bells Are Ringing — nach Jule Stynes gleichnamigem Musical
- 1963: Irma la Douce — nach Marguerite Monnots gleichnamigem Musical
- 1964: My Fair Lady — nach Frederick Loewes gleichnamigem Musical
- 1969: Westwärts zieht der Wind (Paint Your Wagon) — nach Frederick Loewes gleichnamigem Musical
- 1973: Jesus Christ Superstar — nach Andrew Lloyd Webbers gleichnamigem Musical

### Adaptionen Klassischer Musik für den Film
- 1961: Säbeltanz (Chatschaturjan) aus der Ballett-Suite Gayaneh von Aram Chatschaturjan für den Film Eins, zwei, drei von Billy Wilder.[18]
- 1970: The Music Lovers — Adaption von Musik Peter Tschaikowskys
- 1975: Rollerball — Adaption von Musik von Johann Sebastian Bach, Dmitri Schostakowitsch, and Peter Tchaikovsky (mit zusätzlichen Stücken von Previn: Executive Party und Executive Party Dance)

### Jazz- und Popsongs (aus Soundtracks oder von Jazzalben – Auswahl)
- Like Young, Text der Liedfassung: Paul Francis Webster (1959, von Previns Album Like Young. Secret Songs for Young Lovers — aufgenommen u. a. von Ella Fitzgerald und Perry Como)
- Why Are We Afraid?, Text der Liedfassung: Dory Previn (1960, für den Film The Subterraneans — aufgenommen u. a. von André Previn (für den Soundtrack) und Art Pepper)
- The Faraway Part of Town und That’s How It Went, All Right, Texte von Dory Previn (1960, für den Film Pepe – The Faraway Part of Town wurde im Film von Judy Garland gesungen und erhielt eine Oscar-Nominierung in der Kategorie "Best Original Song of 1960"; That’s How It Went, All Right wurde im Film von Bobby Darin – mit Previn als Klavierbegleiter (im Bild))
- A Second Chance, Text von Dory Previn (1962, für den Film Two for the Seesaw, Oscar-Nominierung in der Kategorie "Best Original Song of 1962")
- You’re Gonna Hear from Me, The Circus Is a Wacky World, Texte von Dory Previn (1965, für den Film Inside Daisy Clover – You’re Gonna Hear From Me wurde u. a. aufgenommen von Shirley Bassey, Bill Evans (zweifach), Ella Fitzgerald, André Previn (zweifach), Diana Ross and the Supremes, Frank Sinatra, Barbra Streisand, Stanley Turrentine, Scott Walker und Andy Williams)
- Livin' alone, Text der Liedfassung: Dory Previn (1966, für den Film Harper – aufgenommen u. a. von André Previn (für den Soundtrack))
- (Theme from) Valley of the Dolls, It’s Impossible, Come Live with Me, I’ll Plant My Own Tree and Give a Little More, Texts by Dory Previn (1967, für den Film Valley of the Dolls – (Theme from) Valley of the Dolls wurde u. a. aufgenommen von Dionne Warwick und Burt Bacharach, Gladys Knight and the Pips und Smokey Robinson and the Miracles)
- The First Thing You Know, A Million Miles Away Behind the Door, The Gospel of No Name City, Best Things and Gold Fever, Texts by Alan Jay Lerner (1969, für den Film Paint Your Wagon)

## Diskographie
Previn hat seit 1945 als Pianist und Dirigent hunderte Tonträger produziert: Filmsoundtracks, Jazzalben, Easy-Listening-Platten, Aufnahmen von Klassischer Musik und eigenen Kunstmusikkompositionen. Hinzu kommen zahlreiche Aufnahmen Dritter von Werken Previns. Besonders gelungen sind seine Einspielungen sinfonischer Werke von Rachmaninow, Schostakowitsch und Vaughan Williams sowie der Ballette von Tschaikowski. Eine umfassende Diskographie (einschließlich LP/CD-Nummern) findet sich in Frédéric Döhls Buch über André Previn.
Diskographische Auswahl
- 1954: Collaboration — mit Shorty Rogers und Bud Shank, Jimmy Giuffre, Bob Cooper, Shelly Manne u. a.
- 1957: Double Play! — mit Russ Freeman (Klavier) und Shelly Manne (Drums)
- 1958: Previn Plays Songs by Vernon Duke
- 1958: Pal Joey — mit Red Mitchell und Shelly Manne
- 1958: Secret Songs for Young Lovers — mit David Rose & his Orchestra
- 1959: West Side Story — mit Red Mitchell und Shelly Manne
- 1960: A Touch of Elegance — mit Red Mitchell und Frank Capp
- 1960: Dinah Sings, Previn Plays — mit Dinah Shore (Gesang), Red Mitchell (Bass) und Frank Capp (Drums)
- 1962: Duet — mit Doris Day (Gesang), Red Mitchell (Bass) und Frank Capp (Drums)
- 1983: Nice Work If You Can Get It — mit Ella Fitzgerald (Gesang) und Niels-Henning Ørsted Pedersen (Bass)
- 1989: After Hours — mit Joe Pass (Gitarre) und Ray Brown (Bass)
- 1992: Kiri Sidetracks — mit Kiri Te Kanawa (Sopran), Mundell Lowe (Gitarre) und Ray Brown (Bass)
- 1993: What Headphones? — mit Warren Vaché, Jim Pugh, Richard Todd, Mundell Lowe, Ray Brown, Grady Tate
- 1995: Andre Previn & Friends Play Show Boat — mit Mundell Lowe, Ray Brown, Grady Tate
- 1995: Jazz at the Musikverein — mit Mundell Lowe, Ray Brown
- 1996: Ballads – Solo Jazz Standards
- 1999: We Got It Good and That Ain’t Bad – An Ellington Songbook — mit David Finck
- 2007: Alone – Ballads for Solo Piano

Einspielungen klassischer Musik:
- 1960: CL 1495 – Gershwin: Concerto in F · Rhapsody in Blue – Previn · Kostelanetz
- 1961: MS 6239 – Hindemith: Piano Sonata No. 3 · Barber · Martin – Previn
- 1962: MS 6346 – Poulenc: 3 Pieces · Suite Française · Roussel: 3 Pieces · Sonatine – Previn
- 1962: MS 6392 – Shostakovich: Piano Concerto No. 1 · Poulenc: Concerto for 2 Pianos – Previn · Bernstein
- 1963: MS 6463 – Mendelssohn: Piano Trio No. 1 · Fauré: Piano Trio – Previn · Roth · Schuster
- 1964: MS 6583 – Copland: The Red Pony · Britten: Sinfonia da Requiem – Previn
- 1964: MS 6586 – Mozart: 12 Variations · Mendelssohn · Mussorgsky · Lieberson – Previn
- 1965: LSC-2788 – Rachmaninoff: Piano Concertos Nos. 1 & 4 – Pennario · Previn
- 1965: LSC-2801 – Khachaturian: Piano Concerto · Bloch: Scherzo fantasque – Hollander · Previn
- 1966: LSC-2866 – Shostakovich: Symphony No. 5 – London Symphony Orchestra · Previn
- 1966: LSC-2884 – Tchaikovsky: Symphony No. 2 · Lyadov – London Symphony Orchestra · Previn
- 1966: LSC-2899 – Rachmaninoff: Symphony No. 2 – London Symphony Orchestra · Previn
- 1966: LSC-2907 – Franck · Debussy: Violin Sonatas – Friedman · Previn
- 1967: LSC-2927 – Walton: Symphony No. 1 – London Symphony Orchestra · Previn
- 1967: LSC-2961 – Nielsen: Symphony No. 1 · Saul og David – London Symphony Orchestra · Previn
- 1967: LSC-2945 – Françaix · Satie · Ibert – Lancie · London Symphony Orchestra · Previn
- 1967: LSC-2983 – Right as the Rain – Price · Previn
- 1968: LSC-2990 – Rachmaninoff: Symphony No. 3 · The Rock – London Symphony Orchestra · Previn
- 1968: LSC-3000 – Mozart: The Impresario – Grist · Raskin · Lewis · Milnes · Previn
- 1968: LSC-3042 – Rimsky-Korsakov: Scheherazade – London Symphony Orchestra · Previn
- 1969: LSC-3073 – Lalo: Symphonie espagnole · Ravel: Tzigane – Perlman · Previn
- 1969: LSC-3066 – Vaughan Williams: Sinfonia Antartica (No. 7) – London Symphony Orchestra · Previn
- 1970: LSC-3114 – Vaughan Williams: Symphonies Nos. 6 & 8 –* London Symphony Orchestra · Previn
- 1970: LSC-3135 – Strauss: Der Rosenkavalier Suite · Don Juan – London Symphony Orchestra · Previn
- 1970: LSC-3170 – Vaughan Williams: A Sea Symphony (No. 1) – London Symphony Orchestra · Previn
- 1970: LSC-3178 – Vaughan Williams: Concerto Accademico · Symphony No. 4 – Buswell · Previn
- 1971: LSC-3231 – Villa-Lobos: Guitar Concerto · Etude · 5 Preludes – Bream · Previn
- 1971: LSC-3239 – Mendelssohn: Piano Concerto No. 1 · Sonate écossaise – Kalichstein · Previn
- 1972: LSC-3244 – Vaughan Williams: Symphony No. 5 – London Symphony Orchestra · Previn
- 1972: LSC-3280 – Vaughan Williams: Symphony No. 9 – London Symphony Orchestra · Previn
- 1972: LSC-3281 – Vaughan Williams: Pastoral Symphony (No. 3) – London Symphony Orchestra · Previn
- 1970: LSC-3282 – Vaughan Williams: A London Symphony (No. 2) – London Symphony Orchestra · Previn
- 1970: M 31963 – Previn: Guitar Concerto · Ponce: Concierto del sur – Williams · Previn
- 1978: AGL1-2703 – Mendelssohn: Symphony No. 4 · Prokofiev: “Classical” Symphony – Previn
- 1978: ABL1-2855 – Previn: Every Good Boy Deserves Favour – London Symphony Orchestra · Previn
- 1979: M 35149 – Rochberg: Violin Concerto – Stern · Pittsburgh Symphony Orchestra · Previn
- 1984: IM 39153 – Chopin · Saint-Saëns: Piano Concertos Nos. 2 – Licad · Previn
- 1985: IM 39541 – Elgar · Walton: Cello Concertos – Ma · London Symphony Orchestra · Previn
- 1986: RCD1-7199 – Beethoven: Piano Concertos Nos. 1 & 2 – Ax · Royal Philharmonic Orchestra · Previn
- 1986: RC1-5854 – Beethoven: Piano Concerto No. 5 – Ax · Royal Philharmonic Orchestra · Previn
- 1987: RL 85930 – Beethoven: Piano Concertos Nos. 3 & 4 – Ax · Royal Philharmonic Orchestra · Previn
- 1988: 7747-1-RC – Beethoven: Symphony No. 6 “Pastoral” – Royal Philharmonic Orchestra · Previn
- 1988: 7748-1-RC – Beethoven: Symphony No. 7 – Royal Philharmonic Orchestra · Previn
- 1988: 7777-1-RC – Beethoven: Violin Concerto – Swensen · Royal Philharmonic Orchestra · Previn
- 1989: 7894-2-RC – Beethoven: Symphony No. 5 – Royal Philharmonic Orchestra · Previn
- 1990: RD 60362 – Beethoven: Symphonies Nos. 4 & 8 – Royal Philharmonic Orchestra · Previn
- 1992: SK 48235 – A Carnegie Hall Christmas Concert – Battle · Von Stade · Marsalis · Previn
- 1992: 09026613842 – Schumann: Piano Quartets – Previn · Kim · Ohyama · Hoffman
- 1993: 09026603632 – Beethoven: Symphony No. 9 – Royal Philharmonic Orchestra · Previn
- 1993: 09026607132 – Mozart: Piano Quartets – Previn · Kim · Ohyama · Hoffman
- 1995: 09026680442 – Mozart: Concerto & Sonata for 2 Pianos – De Larrocha · Previn · Orchestra of St. Luke’s
- 1995: 09026680622 – Ravel · Debussy: Piano Trios – Previn · Rosenfeld · Hoffman
- 1995: 09026681812 – Poulenc: Sextet · Milhaud: La Création du monde · Saint-Saëns – Previn
- 1997: SK 62004 – Previn: Cello Sonata · 4 Songs · 2 Remembrances · Vocalise – McNair · Ma · Previn
- 1998: 09026632922 – Walton: Viola Concerto · Maxwell Davies: Violin Concerto – Bashmet · Stern · Previn